# الأوقاف المسيحية في فلسطين

## الوقف في المسيحية
يطلق اسم الوقف، بمعناه الواسع، على جميع المؤسسات الخيرية والأموال الزمنية الجارية (سواء أكانت هذه الأموال مادية، من ثابت ومنقول أم غير مادية من منافع وحقوق مالية وما شابه) على ملك الجهة الدينية وملك الأشخاص المعنويين التابعين لها. «وهـذا يعنـي نقـل ملكية أرض أو عقـار مـن مالكـه الخـاص إلـى جهـة دينيـة للفائـدة التـي تخـص هـذه الجهـة دون غيرهـا، أو أن تقـوم هـذه الجهـة الدينية باسـتخدام الوقـف للمصلحـة العامـة، كتشـييد مدرسـة أو مسـتوصف وغيـر ذلـك»، وقد خصصت منفعته لعبادة الله ومساعدة خدام مذابحه أو للقيام بأي عمل ديني آخر.

## الأوقاف المسيحية في فلسطين
الوقف المسيحي هو مشروع يهدف إلى الحفاظ على رأس المال (قطعة الأرض أو البيت وما شابه)، وتستغل الأرباح التي تنتجها لخير الكنيسة وحاجاتها، منها أموال تقدَّم لخدمة الهيكل أي الكنيسة والخدام والمحتاجين. " تمتلـك الكنائـس المسـيحية في فلسـطين الكثيـر مـن الأراضـي والعقـارات والمؤسسـات علـى مختلـف أنواعهـا. ولطالمـا كان موضـوع الأوقـاف، ولا يـزال، محـط جـدل طائفـيّ (أي داخـل الطائفـة نفسـها التـي تملـك أوقافـا متنوعـة) ومسـيحيّ وعربـيّ فلسـطيني.

### صفقات تسريب وبيع الأوقاف المسيحية في المدن الفلسطينية بعد حرب 1948
لم يُمنح الفلسطينيون في البلاد ما بعد النكبة حقهم بإدارة أوقافهم ومقدساتهم المسيحية والإسلامية، والتي تعرضت للهدم والسلب، وجرى تسريب عقارات وقفية للسلطات الإسرائيلية مقابل صفقات مختلفة.
ففي عام 1948، «قام البطريرك تيموثاوس الأول (1935-1955) بإيجار مساحات كبيرة ولمدة طويلة من أراضي البطريركية خارج أسوار القدس للوكالة اليهودية لبناء عمارة الكنيست ومقر رؤساء إسرائيل ومنزل رئيس الوزراء وبناية وزارة التعليم. وبعد ذلك بخمسين سنة اقترح البطريرك إيرينوس الأول (2001-2005) على رئيس الوزراء أرئيل شارون بموجب كتاب مؤرخ في 10 تموز سنة 2002 لبحث إمكانية نقل الملكية الكاملة لجميع الأوقاف الأرثوذكسية في مدينة القدس، إلى حكومة إسرائيل. وذلك لاسترضاء حكومة إسرائيل وتشجيعها على الاعتراف بانتخابه بطريركاً للمدينة المقدسة، خصوصاً وأنه يتطرق إلى اعتبار القدس مدينة موحدة رغم معارضة ذلك لجميع قرارات هيئة الأمم المتحد ولجميع الحكومات العربية وعلى الأخص حكومة الأردن». تستهدف السلطات الأوقاف والمقدسات منذ العام 1948، وتشتد هذه الملاحقة في يافا، القدس، اللد، الرملة، عكا، حيفا، وهي مدن تاريخية وأثرية. لم تكتف المؤسسة باستهداف الأوقاف الدينية المقدسة والعقارات التاريخية والسيطرة على غالبيتها، فهي تلاحق أيضا مقابر الأموات كما تفعل في مقبرة الإسعاف بيافا، وتخطط لإقامة أبنية على رفات أموات المسلمين فيها دون اعتبار لحرمة الأموات. ولم تكن هذه المرة الأولى التي تباع فيها أوقاف مسيحية في يافا أو في مناطق أخرى بالبلاد، فقد بيع سوق الدير أيضاً.

### أوقاف البطريركية اليونانية الأرثوذكسية
هنالك ما يقارب عشرات الآلاف من الدونمات والتي تضم المباني والكنائس والمزارات والأديرة والمقابر والأراضي الزراعية، يتركز جزء كبير منها في مراكز المدن مثل القدس ويافا وبيت لحم وحيفا وبيت ساحور والناصرة وعكا وأريحا وصفد وطبريا واللد والرملة وبئر السبع وغيرها، والتي تعتبر مناطق ذات قيمة اقتصادية واستراتيجية عالية. ويتمتع جزء كبير من هذه الأوقاف بقيمة دينية وتاريخية كبيرة، ويشير موقع جلوبس الإسرائيلي في خبر نشره بتاريخ 21/3/2015 إلى أن الكنائس في الأراضي الفلسطينية المحتلة هي أكبر مالك للأراضي الخاصة، وتصل ملكيتها إلى نحو 100 ألف دونم، جزء كبير منها يعود إلى الكنيسة الأرثوذكسية، كما ويشير الموقع إلى أن نحو 10% من مساحة القدس الغربية المأهولة، والتي تصل إلى 5000 دونم هي أوقاف مسيحية.

### صفقات البطريركية الأورشليمية الأرثوذكسية مع المؤسسات الإسرائيلية
تقوم البطريركية اليونانية في القدس بتحكير (تأجير لمدة طويلة تصل إلى مئات السنين) أو بيع الأوقاف الفلسطينية الأرثوذكسية إلى شركات ومؤسسات صهيونية، معتبرة أن هذه الأوقاف هي أملاك يونانية خاصة، ولا توجد حقوق في هذه الأوقاف لأبناء الطائفة الفلسطينية الأرثوذكسية  - سكان هذه البلاد والذين يشكلون 99% من رعايا الطائفة، وبالرغم من أن معظم هذه الأملاك كان قد أوقفها الفلسطينيون الأرثوذكس إلى الكنيسة لخدمة طائفتهم وشعبه. 

### محاولات وفعاليات للتصدي لصفقات بيع الأوقاف المسيحية في فلسطين
إضافة إلى أنه ما زالت مجموعات صغيرة من الفعّاليات العربية المسيحية تواجه لوحدها تقريبًا آثار ما يتهافت علينا من أخبار صفقات بيع عقارات للكنيسة الأرثوذكسية، تمتد من طبريا فقيساريا ويافا وبيت شيمش، ولا تنتهي في بيت جالا وجاراتها. وقد يكون أخطر هذه البيوعات ما نفذ وينفذ في القدس. معظم المؤسسات التمثيلية العربية الأرثوذكسية في إسرائيل وفلسطين والأردن شجبت ببيانات صريحة عمليات التسريب التي نفذها المسؤولون اليونانيون المتحكمون في رقبة «أم الكنائس»، وفي مقدمتهم البطرك ثيوفيلوس ومجمع مطارنته وبمساعدة عدد من المخططين ومستشاريه القانونيين العرب وغيرهم.